# Rudolf von Viebahn
Karl Ernst Ludwig Lucian Rudolf von Viebahn (21 tháng 9 năm 1838 tại Berlin – 30 tháng 9 năm 1928 tại Berneuchen, Kreis Landsberg) là một sĩ quan quân đội Phổ, đã được thăng tới cấp Thượng tướng Bộ binh, từng tham gia trong cuộc Chiến tranh Áo-Phổ và Chiến tranh Pháp-Đức.

## Tiểu sử
Rudolf là con trai của Johann Georg Hermann Wilhelm von Viebahn (1802-1871), một viên quận trưởng quận hành chính (Regierungspräsidenten), và vợ của ông này là bà Johanna Charlotte Luise, tên khai sinh là Bitter (1815-1897).
Viebahn ban đầu học tại Bonn, nơi ông trở thành một thành viên của Liên đoàn Sinh viên Guestphalia, rồi tại Berlin. Vào ngày 1 tháng 4 năm 1861, ông gia nhập Trung đoàn Bộ binh Cận vệ số 2 trong quân đội Phổ với vai trò là lính tình nguyện một năm (Einjährig-Freiwilliger). Trong cuộc Chiến tranh Áo-Phổ năm 1866, ông là một phụ tá tiểu đoàn, và trong cuộc Chiến tranh Pháp-Đức (1870 – 1871), ông là sĩ quan phụ tá của Sư đoàn Vệ binh số 2. Vào năm 1883, ông giữ chức vụ trưởng phòng (Dezernent) trong Nội các Quân sự, năm 1888 ông là thanh tra của hệ thống nhà tù quân sự và đến năm 1890 ông là Trưởng khoa Triển khai (Chef der Anstellungsabteilung) trong Bộ Chiến tranh. Vào năm 1893, ông lên quân hàm Thiếu tướng, và vào năm 1894 ông được bổ nhiệm làm Tư lệnh của Lữ đoàn Bộ binh số 11 tại Brandenburg. Vào năm 1896, ông được bổ nhiệm làm Giám đốc Sở Phế binh (Direktor des Invalidendepartements). Cùng năm đó, ông lên quân hàm Trung tướng. Vào năm 1900, ông được thụ phong chức Tướng tư lệnh. Vào ngày 2 tháng 7 năm 1901, để đáp ứng lời thỉnh cầu nghỉ hưu của ông, ông được về hưu với quân hàm danh dự (Charakter) Thượng tướng Bộ binh.
Sau khi rút khỏi quân ngũ, Viebahn là Phó Chủ tịch (2. Vorsitzender) của Ủy ban Trung tâm Chữ Thập đỏ Đức. Để ghi nhận những cống hiến của ông, vào ngày 27 tháng 1 năm 1903 ông được cấp quyền mặc quân phụ của Trung đoàn Phóng lựu Cận vệ Hoàng đế Alexander số 1.
Vào ngày 31 tháng 7 năm 1884, Viebahn thành hôn với Luise Pauline Bertha, tên khai sinh là von dem Borne verheiratet.